# Armand Heins
Armand Jean Heins (Gent, 1 augustus 1856 – aldaar, 25 december 1938) was een Belgische etser, lithograaf, kunstschilder en drukker.

## Familie
Zijn vader, Jean Nicolas Heins was afkomstig uit een familie van Luxemburgse (Grevenmacher) wijnbouwers. Hij studeerde aan de Luikse en Gentse kunstacademie en specialiseerde zich in de lithografie. Zijn moeder was Thérèse Jeanne Demaertelaere. Haar broer Louis Demaertelaere was een begaafd kunstschilder. Armand Heins had ook een oudere broer Julien (musicus-componist), een zus Adeline en een jongere broer Maurice die advocaat, stadssecretaris en fotograaf was. Armand Heins had dus het kunstenaarstalent in de genen.

## Beginnend kunstenaar
Heins volgde lessen aan de Gentse Academie voor Schone Kunsten van 1867 tot 1878. Dit laatste jaar verwierf hij de eerste plaats vóór zijn vriend Gustave Vanaise. Hiervoor kreeg hij een premie van 3000 frank en een toelage van 500 frank van de stad Gent. Tijdens deze jaren was hij al actief als lithograaf in de drukkerij van zijn vader. Hij bekwaamde zich ook in aquarellen waarin de invloed van zijn oom Louis Demaertelaere duidelijk af te lezen viel.
Aangemoedigd door zijn plaats als eindlaureaat en de bijkomende premie ondernam hij met zijn vriend Fernand Scribe een studiereis naar Italië met een tussenstop in Parijs. Hier maakte hij kennis met kunstrichtingen en stijlen die toen in deze landen gangbaar waren. Zijn indrukken legde hij vast in talrijke aquarellen, schetsen en olieverfschilderijen die hij later bij thuiskomst tot prachtige etsen verwerkte. Dichter bij huis maakte hij schitterende schetsen en aquarellen van de landelijke omgeving buiten Gent en tijdens zijn tochten naar Zeeland en de kust. Zijn voorliefde voor het landelijke zal ook in zijn latere werken steeds terugkeren.

## Kunstverenigingen
In 1879 was hij een van de oprichters van de Cercle artistique et littéraire in Gent. Daarin ontmoette hij andere bekende kunstenaars zoals Jean Delvin, Albert Baertsoen, Louis Tijtgadt, Théo Van Rijsselberghe, Gustave Den Duyts e.a. Hij ontwierp catalogi met de werken van de vele tentoonstellingen die zij organiseerden.
Vanaf 1880 verbleef hij een tijdje in Brussel waar hij lid werd hij van de Société nationale des aquarellistes et pastelistes. Naar aanleiding van het vijftigjarig jubileum van de Belgische Spoorwegen werd een historische stoet ingericht waarvan Heins een luxueus album uitbracht. Door dit werk kreeg hij meteen de opdracht om de lokalen van de Beurs van Brussel met een fries waarin de elementen van de stoet verwerkt werden, te versieren.
Ook in andere steden voerde hij decoratieve opdrachten uit. Dit was het geval in het Kasteel Hertoginnedal (Oudergem), het Oost-Vlaams Provinciegebouw, de benedenzaal van de Achtersikkel (Gent), de arsenaalzaal in het stadhuis van Gent, de bovenzaal van de Lakenhalle, de Handelsbeurs, Hotel Falligan, de Koninklijke Vlaamse Academie voor Taal- en Letterkunde en Muziekacademie (allen in Gent). Vanaf dat jaar was Heins ook verbonden aan het Franse tijdschrift L'Illustration waarin hij tekeningen en teksten publiceerde.
De driejaarlijkse Salons in Gent, Antwerpen en Brussel, georganiseerd door de Société Royale pour l’encouragement des Beaux-Arts waren de ideale plek om jonge kunstenaars de kans te geven hun werk bekend te maken. Uiteraard was Heins een enthousiaste deelnemer aan deze evenementen waarin hij talrijke tekeningen, etsen en litho’s tentoonstelde. Zijn bekendste werk hierbij is ongetwijfeld het schilderij Un coin de la grande boucherie à Gand dat het interieur uitbeeldt van het Groot Vleeshuis in Gent. Met dit schilderij behaalde hij tijdens de Wereldtentoonstelling van 1889 in Parijs een bronzen medaille. Het behoort nu tot de collectie van het Museum voor Schone Kunsten in Gent. Verder nam hij nog deel aan verschillende buitenlandse tentoonstellingen waarin hij diverse onderscheidingen kreeg.

## Engagement
De 19e eeuw kenmerkte zich door grote sociale onlusten als gevolg van de schrijnende werkomstandigheden van de arbeiders in de textielindustrie. Hoewel Heins als romanticus bekendstond kwam zijn interesse voor die sociale beroering tot uiting in de bijdragen die hij leverde voor L’Illustration. Hij berichtte daarin met tekst en tekeningen over de mijnwerkersstakingen in de Borinage en de betogingen van textielarbeiders in Gent. Eveneens in die eeuw was de belangstelling voor archeologie, voornamelijk het bewaren van historisch erfgoed, sterk toegenomen. Onder impuls van wetenschappers en kunstenaars werden verschillende verenigingen opgericht met als doel dit archeologisch patrimonium te beschermen. Een ervan was de Cercle historique et archéologique de Gand waarvan Heins een van de stichtende leden was. Deze vereniging organiseerde in 1894 de historische stoet Gent door de eeuwen heen waarvoor Heins een belangrijk deel van de praalwagens en kostuums ontwierp.
In 1896 bracht Victor van der Haeghen (Gents universiteitsdocent en stadsarchivaris) tijdens het Geschiedkundig en Archeologisch Congres te Gent het opstellen van een inventaris met de belangrijkste monumenten onder de aandacht. Als commissielid van de Stedelijke Commissie van Monumenten en Stadsgezichten werkte Heins mee aan de publicatie van deze inventaris die bestond uit 570 fiches waarvan hij er 128 voor zijn rekening nam. In diezelfde geest werd in 1900 een Petite revue illustrée de l’art et de l’archeologie en Flandre uitgegeven, waarin Heins zijn bijzondere belangstelling voor "oude hoekjes" kon etaleren.

## Drukker
Heins groeide op in en rond de drukkerij van zijn vader. Dit wekte zijn belangstelling voor de vele vormen van gelegenheidsdrukwerk dat er werd geproduceerd. Tijdens zijn loopbaan als graficus tekende hij ook hiervoor duizenden ontwerpen zoals aankondigingen voor feestelijke aangelegenheden, geboorte, communie, huwelijk, overlijden, jubilea, verjaardag, uitnodigingskaarten, affiches, menu’s, diploma’s, enz… Deze objecten zijn vandaag de dag nog zeer gegeerde verzamelstukken.

## Nieuwe eeuw
Na de dood van zijn vader Nicolas in 1908 werd de drukkerij in de Onderstraat (Gent) verder gezet door Armand Heins. Zijn oudere broer Julien overleed in 1910 waarna Armand de drukkerij verliet en zich vestigde in Sint-Martens-Latem. Daar woonde hij in de nabijheid van zijn vrienden George Minne, Emile Claus en Cyriel Buysse. Hier huurde hij een nieuwe woning, "Brakelzande", waar hij zich volledig aan de kunst wijdde.
In de jaren voorafgaand aan de wereldtentoonstelling van Gent in 1913 werden heel wat kunstenaars aangetrokken om hun visie over de restauratie van de vele historische gebouwen, waaronder vooral het Gravensteen, naar voor te brengen. Heins zetelde in talrijke commissies die over het eindproject moesten beslissen. Architect Valentin Vaerwyck maakte gebruik van Heins' talrijke schetsen van historische gebouwen om het pittoreske Oud Vlaanderen voor de wereldtentoonstelling te ontwerpen. Ook voor de historische Ommeganck, ingericht in 1913 voor de jubilerende Sint-Michielsgilde, ontwierp Heins kostuums en praalwagens.
Tijdens de Eerste Wereldoorlog verbleef hij nog steeds in Sint-Martens-Latem waar hij zeer productief was met schetsen, aquarellen, pentekeningen, pasteltekeningen en olieverfschilderijen die hij dan ook regelmatig tentoonstelde. Ondanks de moeilijkheid om het verkrijgen van de nodige toelating van de Duitse bezetter, trok hij er regelmatig op uit om de omgeving te schilderen. Zijn romantische ziel kon zich uitleven in het uitbeelden van plaatselijke figuren, boeren, hoevetjes, spelende kinderen, Leiezichten, dieren enz… Door de opeisingen van het Duitse bestuur was er steeds minder metaal geld in omloop en brachten de steden en gemeenten noodgeld in omloop. Het ontwerp voor dit papieren geld werd ook aan kunstenaars toevertrouwd waaronder ook Heins die de briefjes van 2 frank en 50 centiemen ontwierp. Ook het tekort aan lood en drukpersen deed zich voelen in de drukkerij van Heins waardoor in 1917 alle werkzaamheden werden stopgezet. De drukkerij werd dan enkel nog gebruikt als permanente tentoonstellingsruimte. In oktober 1918 werd door de geallieerde opmars het atelier "Brakelzande" volledig vernield waarbij honderden werken verloren gingen. In 1919 verliet hij "Brakelzande" en kwam hij terug in de Onderstraat wonen.
Sinds 1903 had Heins de artistieke leiding over het Musée de Modèles – de voorloper van het Museum voor Sierkunsten – waarvoor hij ook een museumbibliotheek oprichtte.
Na de oorlog ging zijn aandacht bijna volledig naar de werking en inrichting van dit museum, dat sinds de inhuldiging in april 1923 in het voormalige Hotel De Coninck, in de Jan Breydelstraat was ondergebracht. Hij werd er de eerste conservator.

## Laatste jaren
Na 1930 vestigde Heins zich in het ouderlijke huis in de Brabantstraat (nu Brabantdam) waar nog steeds de papierhandel gevestigd was en waar ook zijn werken werden verkocht. In de Ganzendries te Gent liet hij een atelier inrichten (L’abri Nicole, genoemd naar zijn nichtje) waar hij in alle rust en intimiteit verder kon werken (hij was intussen 75 jaar). Nog steeds ondernam hij tochten om huizen, straten en interieurs te schetsen en te beschrijven. In 1932 richtte hij een laatste retrospectieve tentoonstelling in. Het grote aantal werken gaf een goed beeld van zijn lange carrière waarin zijn liefde voor de eenvoudige dagelijkse dingen als een rode draad doorheen liep.
Vanaf dan leefde hij teruggetrokken tussen een massa voorwerpen zoals tekeningen, foto’s en andere kunstwerken die hem nauw aan het hart lagen. In 1937 verliet hij zijn atelier om terug te keren naar de Brabantdam waar hij vereenzaamd en ziek stierf op kerstdag 1938. Hij werd begraven op de Westerbegraafplaats in Gent. Zijn graf is ondertussen verdwenen.

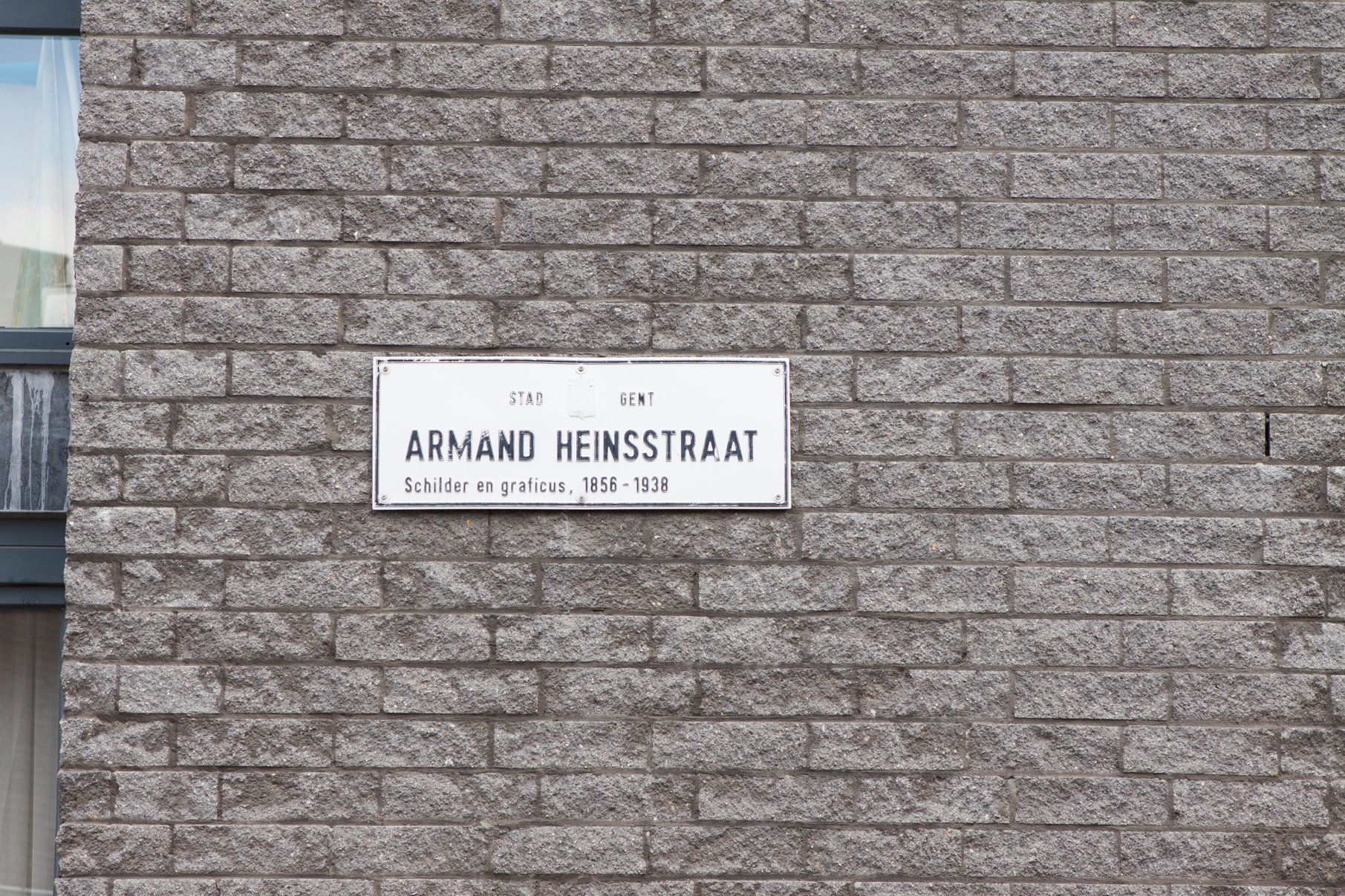
De Armand Heinsstraat in Gent.

## Nalatenschap
Zijn enorm archief van artistieke en geschiedkundige werken werd na zijn dood geïnventariseerd en openbaar verkocht of geschonken aan Gentse openbare instellingen zoals Archief Gent, de Commissie voor Monumenten en het Design Museum Gent. Daarbij bevonden zich ook de vele kunstwerken van bevriende kunstenaars. Zijn neef Marcel Heins die met lede ogen de verstrooiing van deze enorme nalatenschap aanschouwde, kocht zo veel mogelijk werken van zijn oom aan. Mede door de oorlogsjaren en de tanende belangstelling voor het genre kunst dat Heins voortgebracht had belandde hij tientallen jaren in de vergetelheid. Pas in de jaren 1960 werd er onder impuls van de toenmalige conservator van het Museum voor Sierkunsten, professor A. Van de Walle, een tentoonstelling georganiseerd met vooral werken die Marcel Heins toentertijd had aangekocht. Later werden nog regelmatig tentoonstellingen ingericht waarin telkens een ander facet van zijn werk werd belicht. Ook werden diverse kunstalbums met originele werken van hem uitgebracht. Hierdoor werd de verdienste van Heins voor het behoud van het historisch en bouwkundig verleden bij het brede publiek eindelijk bekend.
Als eerbetoon werd in Gent een straat naar hem genoemd.

## Albums met lithografieën

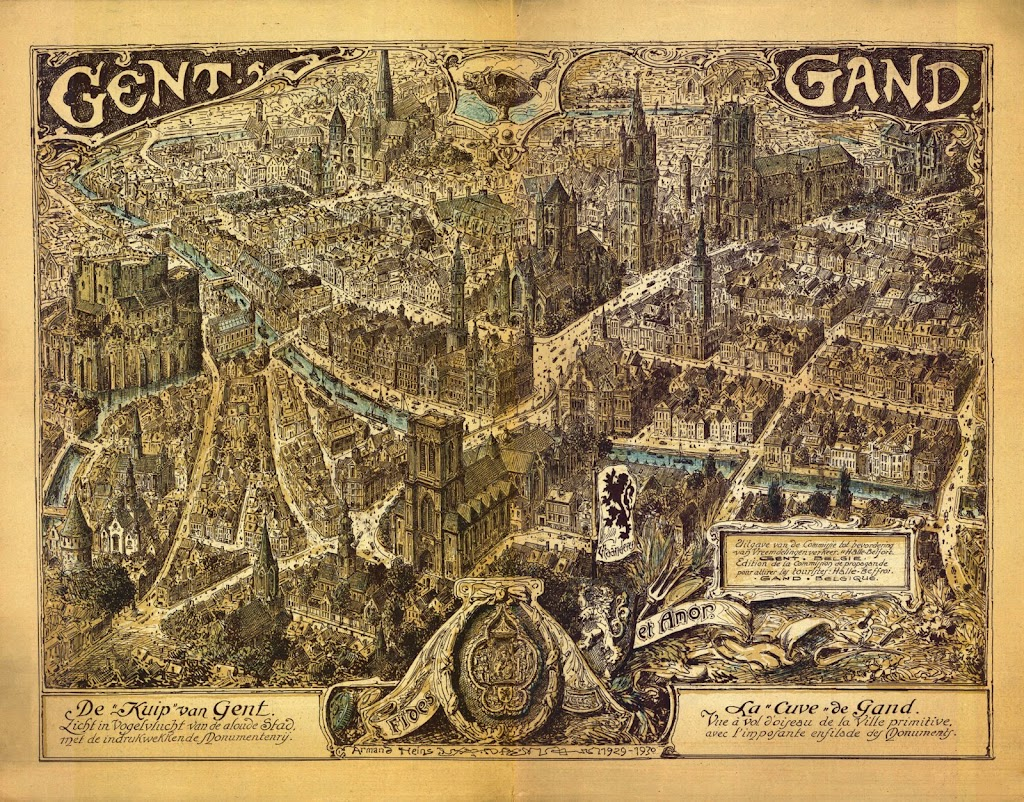
De Kuip van Gent door Armand Heins, 1929

A Gand. Chateau des Comtes – Abbaye de St.-Bavon – Beffroi Communal. Vieilles pierres –murs vénérables – rudes bastilles. (1894)
Les vieux coins de Gand. (1899)
Vieux coins en Flandres. (1901)
En Hollande – au fil de l’eau et sur les calmes rives. (1902)
L’Ancienne Flandre – Recueil de vues pittoresques et de documents graphiques inédits – Gand et le pays environnant. (1904)
Album Wynants. (1904)
Contribution à l’histoire de l’habitation privée en Belgique. (1908)
Xavier De Cock – Croquis d’après nature – Reproductions lithographiques publiées par Armand Heins. (1910)
Maisons rurales du type flamand. (1915)
Quelques anciens intérieurs des Pays-Bas. (1927)

## Etsen
Ruim 200 gekende etsen werden gecatalogiseerd door Paul Bergmans en uitgegeven in 1915.